# اندرو لامبرو
اندرو لامبرو (به انگلیسی: Andrew Lambrou) (زاده ۲۵ مهٔ ۱۹۹۸) خواننده استرالیایی-قبرسی است.
او نماینده قبرس در یوروویژن ۲۰۲۳ بود.